# Традесканція

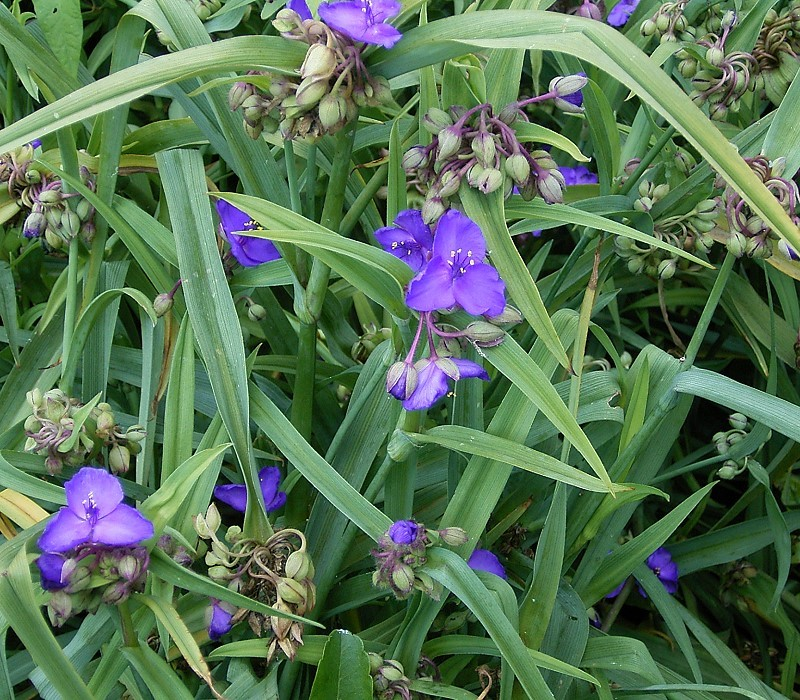
Tradescantia virginiana

Традесканція (Tradescantia) - рід багаторічних вічнозелених трав'янистих рослин родини Комелінові (Commelinaceae). Багато видів - популярні кімнатні рослини.
Рід був названий Карлом Ліннеєм на честь батька і сина Традесканта, англійських натуралістів, мандрівників і колекціонерів - Джона Традесканта старшого (1570-1638) і Джона Традесканта молодшого (1608-1662).

## Опис
У кімнатній культурі поширені кілька видів 
традесканції, які походять з тропічної Америки. Це трав'янисті рослини з 
повзучими або прямими стеблами і з сидячими овально ланцетними 
побережними листками. У кімнатах більше культивують традесканції з 
повзучими стеблами, які звисають з горщиків. Дуже легко розмножується 
стебловими живцями. Живцювати треба щороку, оскільки на старих 
стеблах засихають листки, і рослина втрачає декоративний вигляд.